# Carl Ekman (1868–1954)
Carl Emil Ekman, född 13 september 1868 i Visby, död där 24 januari 1954, var en svensk affärsman, kommunalman och konsul.
Carl Ekman var son till handelsmannen och konsuln Carl Laurentius Ekman. Han utbildade sig i faderns firma, som råkade på obestånd. År 1889 grundade han en egen handelsfirma och blev 1890 skeppsklarerare i Visby. Ekmans firma sysslade med trävaruexport, skeppsmäkleri, haveriagentur och försäkringar och fram till 1904 sysslade han även med grosshandelsaffärer. Han var även från 1912 VD och från 1903 styrelseledamot i Ångfartygs AB Gotland och från 1921 VD för Gotlands järnvägs AB där han sedan 1904 var styrelseledamot. Ekman var även av stiftarna av AB Gotlands Bank 1907 och var sedan dess ordförande i bankens centralstyrelse. År 1908 var Ekman en av initiativtagarna till Gotlands handelskammare, var ordförande i styrelsen för Visby sjömanshus 1904–1912 och var ordförande och VD i Visby stuveri AB, ordförande i Skeppargillet och innehade förtroendeuppdrag i en mängd andra företag. Han var även aktiv som kommunalpolitiker, var stadsfullmäktig i Visby 1903–1932, ledamot av Gotlands läns landsting 1910–1934 och ledamot av hamndirektionen i Visby 1901–1940 varav 1918–1940 som ordförande. År 1901 efterträdde han sin far som tysk konsul i Visby, åren 1920–1939 var han även nederländsk konsul. Carl Ekman var även från 1899 ordförande i Gotlands Turistförening. Han är gravsatt på Östra kyrkogården i Visby.